# ハサブ空港
ハサブ空港 (ハサブくうこう、阿: مطار خصب,英: Khasab Airport) はオマーンの飛地であるムサンダム特別行政区の主都・ハサブに位置する空港。オマーン空軍のハサブ空軍基地（英: RAFO Khasab）としても機能している。

## 就航航空会社と就航都市

### 国内線
| 航空会社       | 就航地                           |
| -------------- | -------------------------------- |
| オマーン・エア | マスカット国際空港（マスカット） |

## 配置部隊
- 第14飛行隊分遣隊（NH90TTH）